# Drosophila nesiota
Drosophila nesiota är en tvåvingeart som beskrevs av Wheeler och Hajimu Takada 1962. Drosophila nesiota ingår i släktet Drosophila och familjen daggflugor.
Artens utbredningsområde är Hawaii och Haiti.